# Рундин, Борис Николаевич
Борис Николаевич Рундин (1933—1993) — советский игрок в хоккей с мячом. Мастер спорта СССР (1954).

## Карьера
Воспитанник хоккейной школы «Крылья Советов». В 1953—1962 годах выступал в составе московских армейцев. Пять раз (1954, 1955, 1956, 1958, 1959) включался в состав символической сборной сезона.
В сезоне 1962/63 года играл в составе ленинградского «Динамо».
Похоронен на Рогожском кладбище Москвы.

## Достижения
Чемпионат СССР по хоккею с мячом
- Чемпион (3): 1954, 1955, 1957
- Серебряный призёр (4): 1956, 1958, 1960, 1962
- Бронзовый призёр (2): 1959, 1961